# Anders Jacobsen
Anders Jacobsen (Hønefoss, 17 febbraio 1985) è un ex saltatore con gli sci norvegese.

## Biografia

### Stagioni 2007-2010
Esordì in Coppa del Mondo nella stagione 2006-2007, il 25 novembre 2006 a Kuusamo, ottenendo subito il primo podio (3°) e, il 17 dicembre successivo a Engelberg, la prima vittoria; concluse secondo assoluto nella classifica generale e vinse il Torneo dei quattro trampolini. Sempre nel 2007 partecipò ai Mondiali di Sapporo conquistando l'argento nella gara a squadre. L'anno seguente ai Mondiali di volo di Oberstdorf 2008 vinse la medaglia di bronzo nella competizione a squadre.
Nel 2009 fu presente ai Mondiali di Liberec, durante i quali si aggiudicò un altro argento iridato, sempre nella competizione a squadre. Il 2010 fu l'anno dei XXI Giochi olimpici invernali di Vancouver 2010; Jacobsen vi prese parte ottenendo il bronzo nella gara a squadre; inoltre si classificò 9° nel trampolino normale e 12° nel trampolino lungo. Nella stessa stagione ai Mondiali di volo di Planica incrementò il palmarès con l'argento nella prova individuale e il bronzo a squadre.

### Stagioni 2011-2015
Nel 2011 ai Mondiali di Oslo vinse due argenti, in entrambe le gare a squadre; a fine stagione interruppe la propria attività agonistica, per riprenderla nel febbraio 2012 in occasione dei Campionati nazionali.
Nella stagione 2013 tornò alla vittoria in Coppa del Mondo e ai Mondiali della Val di Fiemme vinse il bronzo nel trampolino lungo. Ai XXII Giochi olimpici invernali di Soči 2014 si classificò 27º nel trampolino normale, 38º nel trampolino lungo, 6º nella gara a squadre, mentre l'anno dopo ai Mondiali di Falun 2015 vinse la medaglia d'oro nelle gare a squadre dal trampolino lungo e si classificò 19º nel trampolino normale.

## Palmarès

### Olimpiadi
- 1 medaglia:
  - 1 bronzo (gara a squadre a Vancouver 2010)

### Mondiali
- 7 medaglie:
  - 1 oro (gare a squadre dal trampolino lungo a Falun 2015)
  - 4 argenti (gara a squadre a Sapporo 2007; gara a squadre a Liberec 2009; gare a squadre dal trampolino normale, gare a squadre dal trampolino lungo a Oslo 2011)
  - 2 bronzi (trampolino lungo a Liberec 2009; trampolino lungo a Val di Fiemme 2013)

### Mondiali di volo
- 3 medaglie:
  - 1 argento (individuale a Planica 2010)
  - 2 bronzi (gara a squadre a Oberstdorf 2008; gara a squadre a Planica 2010)

### Coppa del Mondo
- Miglior piazzamento in classifica generale: 2º nel 2007
- 48 podi (28 individuali, 20 a squadre):
  - 16 vittorie (10 individuali, 6 a squadre)
  - 20 secondi posti (10 individuali, 10 a squadre)
  - 12 terzi posti (8 individuali, 4 a squadre)

#### Coppa del Mondo - vittorie
| Data             | Località               | Nazione   | Trampolino                                                            |
| ---------------- | ---------------------- | --------- | --------------------------------------------------------------------- |
| 17 dicembre 2006 | Engelberg              | Svizzera  | Gross-Titlis-Schanze HS137                                            |
| 4 gennaio 2007   | Innsbruck              | Austria   | Bergisel HS130                                                        |
| 13 gennaio 2007  | Vikersund              | Norvegia  | Vikersundbakken HS207                                                 |
| 10 febbraio 2007 | Willingen              | Germania  | Mühlenkopf HS145                                                      |
| 9 febbraio 2008  | Liberec                | Rep. Ceca | Ještěd HS134                                                          |
| 16 febbraio 2008 | Willingen              | Germania  | Mühlenkopf HS145 (con Bjørn Einar Romøren, Anders Bardal e Tom Hilde) |
| 15 marzo 2008    | Planica                | Slovenia  | Letalnica HS215 (con Tom Hilde, Anders Bardal e Bjørn Einar Romøren)  |
| 21 marzo 2009    | Planica                | Slovenia  | Letalnica HS215 (con Tom Hilde, Johan Remen Evensen e Anders Bardal)  |
| 31 gennaio 2010  | Oberstdorf             | Germania  | Heini Klopfer HS213                                                   |
| 6 marzo 2010     | Lahti                  | Finlandia | Salpausselkä HS130 (con Anders Bardal, Roar Ljøkelsøy e Tom Hilde)    |
| 30 dicembre 2012 | Oberstdorf             | Germania  | Schattenberg HS137                                                    |
| 1º gennaio 2013  | Garmisch-Partenkirchen | Germania  | Große Olympiaschanze HS140                                            |
| 12 gennaio 2013  | Zakopane               | Polonia   | Wielka Krokiew HS134                                                  |
| 17 febbraio 2013 | Oberstdorf             | Germania  | Heini Klopfer HS213 (con Tom Hilde, Anders Bardal e Andreas Stjernen) |
| 1º gennaio 2015  | Garmisch-Partenkirchen | Germania  | Große Olympiaschanze HS140                                            |
| 7 marzo 2015     | Lahti                  | Finlandia | Salpausselkä HS130 (con Anders Bardal, Anders Fannemel e Rune Velta)  |

#### Torneo dei quattro trampolini
- Vincitore del Torneo dei quattro trampolini nel 2007
- 6 podi di tappa[3]:
  - 4 vittorie
  - 2 secondi posti

#### Nordic Tournament
- 2 podi di tappa[3]:
  - 2 terzi posti